# Balamta
Balamta (nep. बलम्ता) – gaun wikas samiti we wschodniej części Nepalu w strefie Sagarmatha w dystrykcie Udayapur. Według nepalskiego spisu powszechnego z 2001 roku liczył on 484 gospodarstw domowych i 2685 mieszkańców (1380 kobiet i 1305 mężczyzn).